# Да Силва, Дуглас
Дуглас да Силва (порт. Douglas da Silva; 7 марта 1984, Флорианополис, Бразилия) — бразильский футболист, защитник клуба «Млада-Болеслав».

## Карьера
Начинал карьеру в клубе «Атлетико Паранаэнсе». Отыграв в нём один год, перебрался в Израиль, сначала выступая 3 сезона за «Хапоэль» из города Кфар-Сава, а в 2008 бразилец объявился уже в стане одноклубников из Тель-Авива, где отыграл столько же.
5 января 2011 подписал контракт с клубом Австрийской Бундеслиги «Ред Булл».
1 июля 2016 года перешёл в чешский клуб Млада-Болеслав.

## Достижения
Хапоэль (Т-А)
- Чемпион Израиля: 2009/10
- Обладатель Кубка Израиля: 2009/10

 Ред Булл Зальцбург
- Чемпион Австрии: 2011/12
- Обладатель Кубка Австрии: 2011/12